# 紀伊井田駅
紀伊井田駅（きいいだえき）は、三重県南牟婁郡紀宝町井田にある、東海旅客鉄道（JR東海）紀勢本線の駅である。
旧鵜殿村と合併する直前までは紀宝町にある唯一の鉄道駅であったが、その中心からは相当離れていた。

## 歴史
- 1940年（昭和15年）8月8日：鉄道省紀勢西線（現・紀勢本線）新宮駅 - 紀伊木本駅（現・熊野市駅）延伸時に開設[1][2]。
- 1959年（昭和34年）7月15日：線路名称改定。紀勢西線が紀勢本線へ編入、同線の駅となる[1]。
- 1962年（昭和37年）10月1日：貨物取扱廃止[2]。
- 1964年（昭和39年）10月1日：荷物扱い廃止[2]。
- 1983年（昭和58年）12月21日：無人駅化[3]。
- 1987年（昭和62年）4月1日：国鉄分割民営化に伴い、JR東海の駅となる[1][2]。

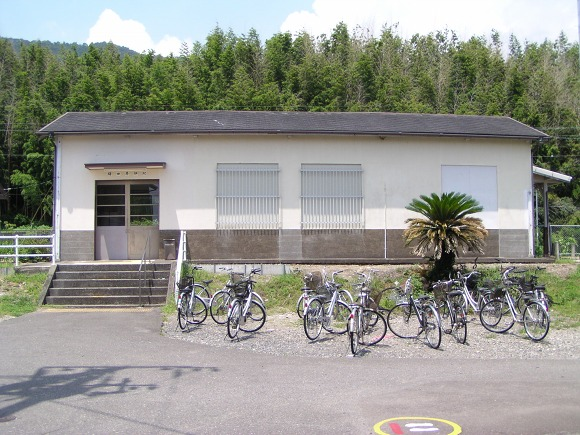
旧駅舎（2005年8月）

## 駅構造
単式ホーム1面1線を有する地上駅。
熊野市駅管理の無人駅。無人駅化後も、開設当初からの駅舎が残っていたが、2012年（平成24年）に解体、待合室だけの簡易型駅舎に建替えられた。

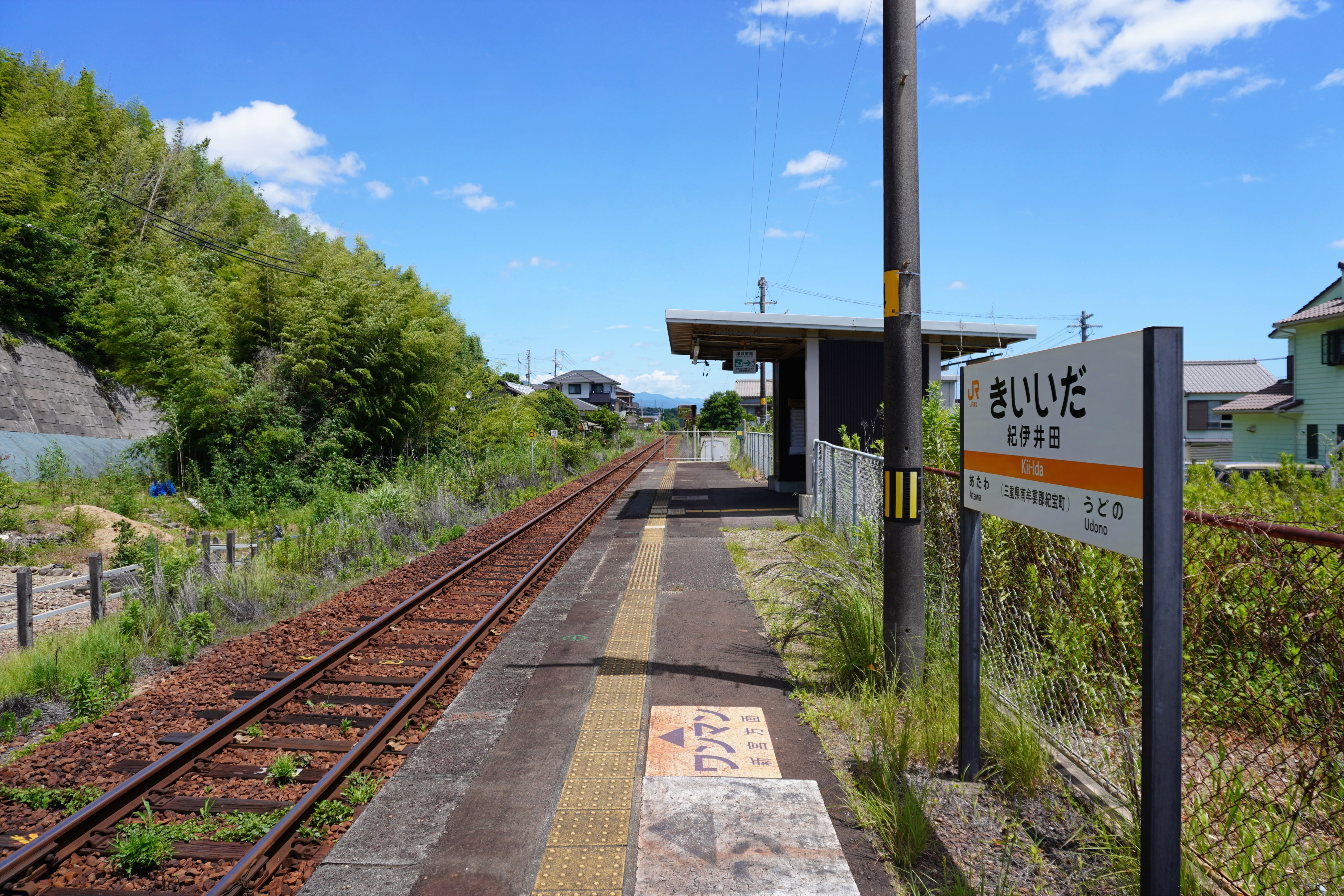
ホーム（2023年7月）

## 利用状況
「三重県統計書」によると、近年の1日平均乗車人員の推移は以下の通り。
| 年度   | 1日平均 乗車人員 |
| ------ | ---------------- |
| 1998年 | 50               |
| 1999年 | 51               |
| 2000年 | 44               |
| 2001年 | 37               |
| 2002年 | 38               |
| 2003年 | 47               |
| 2004年 | 55               |
| 2005年 | 59               |
| 2006年 | 57               |
| 2007年 | 51               |
| 2008年 | 44               |
| 2009年 | 45               |
| 2010年 | 44               |
| 2011年 | 30               |
| 2012年 | 29               |
| 2013年 | 29               |
| 2014年 | 30               |
| 2015年 | 26               |
| 2016年 | 26               |
| 2017年 | 28               |
| 2018年 | 37               |
| 2019年 | 34               |

## 駅周辺
七里御浜に沿ってこの周辺には比較的大きな集落が連続してあるが、当駅はその中の1つである井田集落にある。海沿いを走る国道から当駅までは細い路地が続くため、距離はやや離れている。駅周辺には人家が密集しており、熊野市駅 - 新宮駅間は沿線人口が多いが、紀勢本線普通列車は本数が少ない一方で並行する国道には30分に1本の割合でバスが運行されており、そちらの方が利便性に優れている。最寄バス停は「井田駅前」であるが、バス停は国道にあって当駅からは少し離れている。なお、この辺りの海岸はアカウミガメの産卵場所となっている。
- 紀伊井田郵便局
- 紀宝町立井田小学校
- 紀宝町役場井田支所
- 井田観音：海岸で発見された観音像を移設したものと伝わりこの観音にまつわる昔話がある[5]。
- 神内神社：安産の守り神。自然に出来た岩窟を社殿として使用している。
- 七里御浜
- 国道42号

## バス路線
三重交通
- 新宮駅前
- 三交南紀
- 大又大久保
- 新町

## 隣の駅
東海旅客鉄道（JR東海）
■紀勢本線
阿田和駅 - 紀伊井田駅 - 鵜殿駅